# Internazionali Femminili di Palermo 2004
Internazionali Femminili di Palermo 2004 — жіночий тенісний турнір, що проходив на відкритих кортах з ґрунтовим покриттям у Палермо (Італія). Належав до турнірів 5-ї категорії в рамках Туру WTA 2004. Це був 17-й за ліком Internazionali Femminili di Tennis di Palermo. Тривав з 19 до 25 липня 2004 року. Друга сіяна Анабель Медіна Гаррігес здобула титул в одиночному розряді й отримала 16 тис. доларів США.

## Фінальна частина

### Одиночний розряд
Анабель Медіна Гаррігес —  Флавія Пеннетта, 6–4, 6–4
- Для Медіни Гаррігес це був 1-й титул в одиночному розряді за сезон і 2-й - за кар'єру.

### Парний розряд
Анабель Медіна Гаррігес /  Аранча Санчес Вікаріо —  Любомира Курхайцова /  Генрієта Надьова, 6–3, 7–6(7–4)